# Saut à ski aux Jeux olympiques de 1956
Pour des articles plus généraux, voir Saut à ski aux Jeux olympiques et Jeux olympiques d'hiver de 1956.
Navigation
Oslo 1952 Squaw Valley 1960
Le saut à ski aux Jeux olympiques de 1956 se déroule le 5 février 1956 à Cortina d'Ampezzo en Italie. L’épreuve masculine de saut à ski fait partie des épreuves olympiques depuis les premiers Jeux olympiques d’hiver qui ont eu lieu à Chamonix en France, en 1924. 
La discipline dispose d'une seule épreuve : le tremplin normal individuel.

## Podiums
| Épreuves                                      | Or              | Argent           | Bronze     |
| --------------------------------------------- | --------------- | ---------------- | ---------- |
| Petit tremplin individuel résultats détaillés | Antti Hyvärinen | Aulis Kallakorpi | Harry Glaß |

## Résultats

### Petit tremplin individuel
| Place | Nation                     | Athlète          | Points |
| ----- | -------------------------- | ---------------- | ------ |
| 1er   | Finlande                   | Antti Hyvärinen  | 227.0  |
| 2e    | Finlande                   | Aulis Kallakorpi | 225.0  |
| 3e    | Équipe unifiée d'Allemagne | Harry Glaß       | 224.5  |
| 4e    | Équipe unifiée d'Allemagne | Max Bolkart      | 222.5  |
| 5e    | Suède                      | Sven Pettersson  | 220.0  |
| 6e    | Suisse                     | Andreas Däscher  | 219.5  |
| 7e    | Finlande                   | Eino Kirjonen    | 219.0  |
| 8e    | Équipe unifiée d'Allemagne | Werner Lesser    | 210.0  |
| 34e   | Union soviétique           | Yury Moshkin     | 184.0  |

## Médailles
| Rang | Nation                     | Or | Argent | Bronze | Total |
| ---- | -------------------------- | -- | ------ | ------ | ----- |
| 1er  | Finlande                   | 1  | 1      | 0      | 2     |
| 2e   | Équipe unifiée d'Allemagne | 0  | 0      | 1      | 1     |